# Il regno del cinghiale
Il regno del cinghiale è il primo album in studio del gruppo musicale Tossic, pubblicato il 1991 per la SkrotoSound. 

## Tracce
Lato 1
1. Orco – 6:29
2. Sudo ma godo – 4:45
3. Agguato a Condor Pasa – 3:23
4. Depravado – 2:44
5. Farneticante – 4:35

Lato 2
1. ...Come una iena – 2:34
2. Cazzi di pane – 4:25
3. Suor Margherita – 5:06
4. Sarcoma – 4:17
5. Heado – 3:15

## Formazione
- Asma - chitarra, tastiere, voce
- Mazza - tastiere, voce
- Satana - basso, voce
- Inseranto - batteria, voce